# Desa Jetis (administrativ by i Indonesien, Jawa Timur, lat -7,42, long 112,47)
Desa Jetis är en administrativ by i Indonesien.   Den ligger i provinsen Jawa Timur, i den västra delen av landet, 600 km öster om huvudstaden Jakarta.